# Ряшко Віктор Вікторович
Віктор Вікторович Ряшко (нар. 27 листопада 1992, Мукачево, Україна) — український футболіст, півзахисник ФК «Ужгород».

## Клубна кар'єра
Вихованець ужгородського футболу. Син футбольного тренера Віктора Івановича Ряшка.
Після завершення навчання грав у молодіжному складі місцевого «Закарпаття», потім два сезони провів у луцькій «Волині». У 2012 році повернувся в ужгородську команду, яка до того часу стала називатися «Говерла». Згодом став лідером її молодіжного складу. В Українській прем'єр-лізі дебютував 26 травня 2013 в останньому турі чемпіонату 2012/13. У гостьовому матчі проти «Ворскли» Ряшко вийшов на поле на 88-й хвилині, замінивши Артура Єдігаряна. У цьому матчі крім Ряшко у футболці «Говерли» дебютували також Сергій Курта і Роберт Молнар. Ця гра стала єдиною для Віктора у складі першої команди.
На початку 2015 року Ряшко перейшов в угорський клуб другого дивізіону «Балмазуйварош». Разом із Віктором в Угорщині проходив перегляд його брат Михайло, а також співвітчизники Шандор Вайда і Юрій Чонка. У 2015 році підписав контракт з чернівецької «Буковиною». У міжсезонні за обопільною згодою сторін припинив співпрацю з чернівецькою командою.

## Міжнародна кар'єра
У 2012 році викликався на матчі молодіжної збірної України. У її складі став бронзовим призером Турніру пам'яті Валерія Лобановського. У вирішальному матчі за третє місце проти одноліток із Білорусі Ряшко вийшов у стартовому складі, після чого на 61-й хвилині був замінений на Олександра Нойока.